# Alboglossiphonia heteroclita
Alboglossiphonia heteroclita — вид п'явок роду Alboglossifhonia з підродини Haementeriinae родини Пласкі п'явки. Синоніми — Glossiphonia heteroclita, Clepsine heteroclita.

## Опис
Загальна довжина становить 13 мм, завширшки 3-5 мм. У передній частині знаходяться 3 пари очей. Очі передньої пари розташовані близько одна до одної, 2 інші пари мають чималу відстань між собою. Тіло грушоподібне. На обох кінцях є присоски. Задня кругла присоска діаметром в чверть максимальної ширини тіла. Немає сосочків. Хоботок циліндричний.
Колір тіла коливається від жовтого до блідо-напівпрозорого. Через напівпрозорості часто помітно заповнені кишкові стовбури.

## Спосіб життя
Воліє до стоячих вод. Паразитує на черевоногих молюсках. Зазвичай зустрічається на поверхні оболонки, іноді в мантійній порожнини прісноводних равликів.
Яйця прикріплюються безпосередньо до черева самиці. Інкубаційний період триває 10-15 діб. Піклуються про народженних п'явчат, які через 1 місяць здатні до розпліднення.

## Розповсюдження
Поширена в Європі, в Середній та Південній Азії, Китаї, Тайвані, північній Америці, Центральній та Південній Африці. Присутня в Україні.